# La Tour-du-Pin
La Tour-du-Pin ist eine französische Stadt mit 8123 Einwohnern (Stand 1. Januar 2022) im Tal des Flusses Bourbre im Département Isère in der Region Auvergne-Rhône-Alpes.
Sie liegt zwischen Lyon, Chambéry und Grenoble an der Autoroute A43 (Lyon-Chambéry) und an der Bahnlinie, die die Städte Grenoble und Lyon verbindet. Die Stadt ist Sitz der Unterpräfektur des gleichnamigen Arrondissements und Hauptort des gleichnamigen Kantons. Die Einwohner werden als Turripinois bezeichnet.

## Bevölkerungsentwicklung
| Jahr                       | 1962 | 1968 | 1975 | 1982 | 1990 | 1999 | 2008 | 2017 |
| Einwohner                  | 4694 | 5649 | 6641 | 6913 | 6770 | 6553 | 7652 | 8080 |
| Quellen: Cassini und INSEE |      |      |      |      |      |      |      |      |

## Sehenswürdigkeiten
- Château de Cuirieu aus dem 15./16. Jahrhundert
- Château de Tournin aus dem 15./16. Jahrhundert
- Maison des Dauphins aus dem 16. Jahrhundert
- Stadtkirche aus dem 19. Jahrhundert

## Geschichte
In der frühen Antike erstreckte sich das Gebiet der Allobroger über den größten Teil der Länder, die später Sapaudia genannt wurden (diese „Länder der Tannen“ wurden später zu Savoyen), und über den Norden der Isère. Die Allobroger waren, wie viele andere gallische Völker, eine „Konföderation“. Tatsächlich gaben die Römer der Einfachheit halber allen gallischen Völkern, die in der civitate (Stadt) von Vienne, westlich und südlich der Sapaudia lebten, den Namen Allobroger.
La Tour-du-Pin, eine Gemeinde in der königlichen Provinz Dauphiné, war im Mittelalter der Sitz einer bedeutenden Baronie, die sich ungefähr von den Ufern des Guiers bis zu den heutigen Gebieten der Städte Bourgoin-Jallieu und Crémieu erstreckte. Der Name des Familienhauses La Tour-du-Pin ist mit der Stadt und dieser Baronie in der Dauphiné verbunden.

### Haus La Tour-du-Pin
La Tour-du-Pin ist Stammsitz der Familie La Tour-du-Pin, die in der ersten Hälfte des 14. Jahrhunderts die Dauphins von Viennois stellten (und nicht mit der Familie La Tour d’Auvergne verwechselt werden darf).